# Habenaria cruciformis
Habenaria cruciformis är en orkidéart som beskrevs av Jisaburo Ohwi. Habenaria cruciformis ingår i släktet Habenaria och familjen orkidéer. Inga underarter finns listade i Catalogue of Life.